# Tolidin
Tolidin, genauer ortho-Tolidin, ist ein giftiger und krebserzeugender Stoff, der zur Gruppe der aromatischen Amine und zu den Biphenylderivaten gehört.

## Eigenschaften
Tolidin bildet mit Säuren Salze, zum Beispiel ist das Dihydrochlorid im Handel erhältlich.

## Darstellung
Tolidin kann analog zu Benzidin aus 2-Hydrazotoluol durch eine Benzidin-Umlagerung hergestellt werden.

## Verwendung
o-Tolidin ist eine der wichtigsten Diphenylbasen und wird größtenteils zur Farbstoffherstellung sowie auch zur Herstellung von bestimmten Elastomeren eingesetzt.
o-Tolidin dient in erster Linie als Zwischenprodukt für die Herstellung von löslichen Bisdiazofarbstoffen und unlöslichen Pigmenten, die insbesondere in der Textil-, Leder- und Papierindustrie Verwendung finden. Die Substanz darf nach reduktiver Spaltung von Azogruppen nicht von Textilien oder Ledererzeugnissen, die längere Zeit mit der menschlichen Haut direkt in Berührung kommen, freigesetzt werden.
o-Tolidin hat ferner ausgedehnte Anwendung als Reagens und Indikator in der analytischen, klinischen und forensischen Chemie gefunden.

## Sicherheitshinweise
Tolidin zersetzt sich bei hohen Temperaturen und bildet dabei gefährliche Gase oder Dämpfe (Stickstoffoxide). Bei Kontakt mit Oxidationsmitteln besteht die Gefahr einer stark exothermen Reaktion (Hitzeentwicklung).
Beim Umgang mit Tolidin ist auf größte Sauberkeit am Arbeitsplatz achten. Es dürfen an Arbeitsplätzen nur die Substanzmengen vorhanden sein, die für den Fortgang der Arbeiten erforderlich sind. Gefäße sind dabei nicht offen stehen zu lassen. Für das Ab- und Umfüllen sind staubdicht schließende Anlagen mit Abluftfilter und Fülltrichter mit Absaugung einzusetzen. Für das Abfüllen der Lösung sind dichtschließende Anlagen aus beständigen Werkstoffen mit Absaugung einzusetzen.